# 凌雲寺 (樂山)
凌雲寺是中華人民共和國四川省樂山市的一座禪宗佛寺，位於凌雲山上，寺廟因山得名，又因位於樂山大佛右側而名大佛寺，內有天王殿、大雄殿、藏經樓和配殿等。建於唐玄宗開元年間。南宋末年毀於蒙宋戰爭。元朝時復建，不過又毀於元朝末年戰火。明朝時再度重建，明朝末年又遭毀壞。1667年寺廟重建。1980年被評為樂山市文物保護單位。